# Trois Jours de Flandre-Occidentale 2016
La 70e édition des Trois Jours de Flandre-Occidentale a eu lieu du 4 au 6 mars 2016. La course fait partie du calendrier UCI Europe Tour 2016 en catégorie 2.1.
L'épreuve a été remportée par le Belge Sean De Bie (Lotto-Soudal) qui s'impose sept secondes devant le Polonais Łukasz Wiśniowski (Etixx-Quick Step) et treize secondes sur l'Allemand Nils Politt (Katusha).
Le Belge Timothy Dupont (Verandas Willems), vainqueur de la troisième étape, s'adjuge le classement par points tandis que Sean De Bie gagne celui des sprints et du meilleur jeune. De plus Xandro Meurisse (Crelan-Vastgoedservice) termine meilleur coureur de la Flandre-Occidentale et la formation belge Lotto-Soudal meilleure équipe.

## Présentation

### Équipes
Classés en catégorie 2.1 de l'UCI Europe Tour, les Trois Jours de Flandre-Occidentale sont par conséquent ouverts aux WorldTeams dans la limite de 50 % des équipes participantes, aux équipes continentales professionnelles, aux équipes continentales et aux équipes nationales.
Vingt-deux équipes participent à ces Trois Jours de Flandre-Occidentale - huit WorldTeams, huit équipes continentales professionnelles et six équipes continentales :
| UCI WorldTeams   | UCI WorldTeams | UCI WorldTeams |
| Nom de l'équipe  | Pays           | Code           |
| ---------------- | -------------- | -------------- |
| AG2R La Mondiale | France         | ALM            |
| BMC Racing       | États-Unis     | BMC            |
| Cannondale       | États-Unis     | CPT            |
| Etixx-Quick Step | Belgique       | EQS            |
| FDJ              | France         | FDJ            |
| Katusha          | Russie         | KAT            |
| Lotto NL-Jumbo   | Pays-Bas       | TLJ            |
| Lotto-Soudal     | Belgique       | LTS            |

| Équipes continentales professionnelles | Équipes continentales professionnelles | Équipes continentales professionnelles |
| Nom de l'équipe                        | Pays                                   | Code                                   |
| -------------------------------------- | -------------------------------------- | -------------------------------------- |
| Cofidis                                | France                                 | COF                                    |
| Direct Énergie                         | France                                 | DEN                                    |
| Fortuneo-Vital Concept                 | France                                 | FVC                                    |
| ONE                                    | Royaume-Uni                            | ONE                                    |
| Roompot-Oranje Peloton                 | Pays-Bas                               | ROP                                    |
| Roth                                   | Suisse                                 | ROT                                    |
| Topsport Vlaanderen-Baloise            | Belgique                               | TSV                                    |
| Wanty-Groupe Gobert                    | Belgique                               | WGG                                    |

| Équipes continentales            | Équipes continentales | Équipes continentales |
| Nom de l'équipe                  | Pays                  | Code                  |
| -------------------------------- | --------------------- | --------------------- |
| 3M                               | Belgique              | MMM                   |
| An Post-ChainReaction            | Irlande               | SKT                   |
| Cibel-Cebon                      | Belgique              | CIB                   |
| Crelan-Vastgoedservice           | Belgique              | CRV                   |
| Verandas Willems                 | Belgique              | VWT                   |
| Wallonie Bruxelles-Group Protect | Belgique              | WBC                   |

## Étapes
Les Trois Jours de Flandre-Occidentale sont constitués d'un prologue suivi de deux étapes en ligne.
| Étape     | Date   | Villes étapes             | type            | Distance (km) | Vainqueur d'étape | Leader du classement général |
| --------- | ------ | ------------------------- | --------------- | ------------- | ----------------- | ---------------------------- |
| Prologue  | 4 mars | Middelkerke – Middelkerke | prologue        | 7             | Tom Bohli         | Tom Bohli                    |
| 1re étape | 5 mars | Bruges – Harelbeke        | étape de plaine | 176,3         | Dylan Groenewegen | Tom Bohli                    |
| 2e étape  | 6 mars | Nieuport – Ichteghem      | étape de plaine | 182,7         | Timothy Dupont    | Sean De Bie                  |

## Déroulement de la course

### Prologue
| Classement de l'étape | Classement de l'étape    | Classement de l'étape | Classement de l'étape | Classement de l'étape |
|                       | Coureur                  | Pays                  | Équipe                | Temps                 |
| --------------------- | ------------------------ | --------------------- | --------------------- | --------------------- |
| 1er                   | Tom Bohli                | Suisse                | BMC Racing            | en 7 min 50 s         |
| 2e                    | Martijn Keizer           | Pays-Bas              | Lotto NL-Jumbo        | + 6 s                 |
| 3e                    | Łukasz Wiśniowski        | Pologne               | Etixx-Quick Step      | + 10 s                |
| 4e                    | Anton Vorobyev           | Russie                | Katusha               | + 12 s                |
| 5e                    | Patrick Gretsch          | Allemagne             | AG2R La Mondiale      | + 14 s                |
| 6e                    | Steven Lammertink        | Pays-Bas              | Lotto NL-Jumbo        | + 15 s                |
| 7e                    | Sean De Bie              | Belgique              | Lotto-Soudal          | + 15 s                |
| 8e                    | Robert Wagner            | Allemagne             | Lotto NL-Jumbo        | + 16 s                |
| 9e                    | Guillaume Van Keirsbulck | Belgique              | Etixx-Quick Step      | + 16 s                |
| 10e                   | Nils Politt              | Allemagne             | Katusha               | + 17 s                |
| modifier              |                          |                       |                       |                       |

| Classement général | Classement général       | Classement général | Classement général | Classement général |
|                    | Coureur                  | Pays               | Équipe             | Temps              |
| ------------------ | ------------------------ | ------------------ | ------------------ | ------------------ |
| 1er                | Tom Bohli                | Suisse             | BMC Racing         | en 7 min 50 s      |
| 2e                 | Martijn Keizer           | Pays-Bas           | Lotto NL-Jumbo     | + 6 s              |
| 3e                 | Łukasz Wiśniowski        | Pologne            | Etixx-Quick Step   | + 10 s             |
| 4e                 | Anton Vorobyev           | Russie             | Katusha            | + 12 s             |
| 5e                 | Patrick Gretsch          | Allemagne          | AG2R La Mondiale   | + 14 s             |
| 6e                 | Steven Lammertink        | Pays-Bas           | Lotto NL-Jumbo     | + 15 s             |
| 7e                 | Sean De Bie              | Belgique           | Lotto-Soudal       | + 15 s             |
| 8e                 | Robert Wagner            | Allemagne          | Lotto NL-Jumbo     | + 16 s             |
| 9e                 | Guillaume Van Keirsbulck | Belgique           | Etixx-Quick Step   | + 16 s             |
| 10e                | Nils Politt              | Allemagne          | Katusha            | + 17 s             |
| modifier           |                          |                    |                    |                    |

### 1reétape
| Classement de l'étape | Classement de l'étape | Classement de l'étape | Classement de l'étape            | Classement de l'étape |
|                       | Coureur               | Pays                  | Équipe                           | Temps                 |
| --------------------- | --------------------- | --------------------- | -------------------------------- | --------------------- |
| 1er                   | Dylan Groenewegen     | Pays-Bas              | Lotto NL-Jumbo                   | en 3 h 47 min 9 s     |
| 2e                    | Tosh Van der Sande    | Belgique              | Lotto-Soudal                     | m.t                   |
| 3e                    | Baptiste Planckaert   | Belgique              | Wallonie Bruxelles-Group Protect | m.t                   |
| 4e                    | Timothy Dupont        | Belgique              | Verandas Willems                 | m.t                   |
| 5e                    | Gediminas Bagdonas    | Lituanie              | AG2R La Mondiale                 | m.t                   |
| 6e                    | Gerry Druyts          | Belgique              | Crelan-Vastgoedservice           | m.t                   |
| 7e                    | Borut Božič           | Slovénie              | Cofidis                          | m.t                   |
| 8e                    | Amaury Capiot         | Belgique              | Topsport Vlaanderen-Baloise      | m.t                   |
| 9e                    | Yauheni Hutarovich    | Biélorussie           | Fortuneo-Vital Concept           | m.t                   |
| 10e                   | Danilo Napolitano     | Italie                | Wanty-Groupe Gobert              | m.t                   |
| modifier              |                       |                       |                                  |                       |

| Classement général | Classement général       | Classement général | Classement général | Classement général |
|                    | Coureur                  | Pays               | Équipe             | Temps              |
| ------------------ | ------------------------ | ------------------ | ------------------ | ------------------ |
| 1er                | Tom Bohli                | Suisse             | BMC Racing         | en 3 h 54 min 59 s |
| 2e                 | Martijn Keizer           | Pays-Bas           | Lotto NL-Jumbo     | + 6 s              |
| 3e                 | Łukasz Wiśniowski        | Pologne            | Etixx-Quick Step   | + 8 s              |
| 4e                 | Anton Vorobyev           | Russie             | Katusha            | + 12 s             |
| 5e                 | Sean De Bie              | Belgique           | Lotto-Soudal       | + 12 s             |
| 6e                 | Patrick Gretsch          | Allemagne          | AG2R La Mondiale   | + 14 s             |
| 7e                 | Guillaume Van Keirsbulck | Belgique           | Etixx-Quick Step   | + 15 s             |
| 8e                 | Nils Politt              | Allemagne          | Katusha            | + 17 s             |
| 9e                 | Koen Bouwman             | Pays-Bas           | Lotto NL-Jumbo     | + 18 s             |
| 10e                | Marcin Białobłocki       | Pologne            | ONE                | + 18 s             |
| modifier           |                          |                    |                    |                    |

### 2eétape
| Classement de l'étape | Classement de l'étape | Classement de l'étape | Classement de l'étape            | Classement de l'étape |
|                       | Coureur               | Pays                  | Équipe                           | Temps                 |
| --------------------- | --------------------- | --------------------- | -------------------------------- | --------------------- |
| 1er                   | Timothy Dupont        | Belgique              | Verandas Willems                 | en 4 h 21 min 56 s    |
| 2e                    | Sean De Bie           | Belgique              | Lotto-Soudal                     | + 0 s                 |
| 3e                    | Nils Politt           | Allemagne             | Katusha                          | + 0 s                 |
| 4e                    | Xandro Meurisse       | Belgique              | Crelan-Vastgoedservice           | + 0 s                 |
| 5e                    | Łukasz Wiśniowski     | Pologne               | Etixx-Quick Step                 | + 0 s                 |
| 6e                    | Olivier Pardini       | Belgique              | Wallonie Bruxelles-Group Protect | + 0 s                 |
| 7e                    | Tosh Van der Sande    | Belgique              | Lotto-Soudal                     | + 9 s                 |
| 8e                    | Jelle Wallays         | Belgique              | Lotto-Soudal                     | + 23 s                |
| 9e                    | Florian Sénéchal      | France                | Cofidis                          | + 25 s                |
| 10e                   | Alexander Geuens      | Belgique              | Crelan-Vastgoedservice           | + 54 s                |
| modifier              |                       |                       |                                  |                       |

## Classements finals

### Classement général final
| Classement général final | Classement général final | Classement général final | Classement général final         | Classement général final |
|                          | Coureur                  | Pays                     | Équipe                           | Temps                    |
| ------------------------ | ------------------------ | ------------------------ | -------------------------------- | ------------------------ |
| 1er                      | Sean De Bie              | Belgique                 | Lotto-Soudal                     | en 8 h 16 min 55 s       |
| 2e                       | Łukasz Wiśniowski        | Pologne                  | Etixx-Quick Step                 | + 7 s                    |
| 3e                       | Nils Politt              | Allemagne                | Katusha                          | + 13 s                   |
| 4e                       | Olivier Pardini          | Belgique                 | Wallonie Bruxelles-Group Protect | + 23 s                   |
| 5e                       | Xandro Meurisse          | Belgique                 | Crelan-Vastgoedservice           | + 35 s                   |
| 6e                       | Timothy Dupont           | Belgique                 | Verandas Willems                 | + 37 s                   |
| 7e                       | Tosh Van der Sande       | Belgique                 | Lotto-Soudal                     | + 49 s                   |
| 8e                       | Tom Bohli                | Suisse                   | BMC Racing                       | + 54 s                   |
| 9e                       | Jelle Wallays            | Belgique                 | Lotto-Soudal                     | + 56 s                   |
| 10e                      | Florian Sénéchal         | France                   | Cofidis                          | + 58 s                   |
| modifier                 |                          |                          |                                  |                          |

### Classements annexes
| Classement par points | Classement par points | Classement par points | Classement par points | Classement par points |
| --------------------- | --------------------- | --------------------- | --------------------- | --------------------- |
|                       | Coureur               | Pays                  | Équipe                | Point(s)              |
| 1er                   | Timothy Dupont        | Belgique              | Verandas Willems      | 22 points             |
| 2e                    | Sean De Bie           | Belgique              | Lotto-Soudal          | 16 pts                |
| 3e                    | Tosh Van der Sande    | Belgique              | Lotto-Soudal          | 16 pts                |
| modifier              |                       |                       |                       |                       |

| Classement des sprints | Classement des sprints | Classement des sprints | Classement des sprints | Classement des sprints |
| ---------------------- | ---------------------- | ---------------------- | ---------------------- | ---------------------- |
|                        | Coureur                | Pays                   | Équipe                 | Point(s)               |
| 1er                    | Sean De Bie            | Belgique               | Lotto-Soudal           | 25 points              |
| 2e                     | Timothy Dupont         | Belgique               | Verandas Willems       | 22 pts                 |
| 3e                     | Łukasz Wiśniowski      | Pologne                | Etixx-Quick Step       | 19 pts                 |
| modifier               |                        |                        |                        |                        |

| Classement du meilleur jeune | Classement du meilleur jeune | Classement du meilleur jeune | Classement du meilleur jeune | Classement du meilleur jeune |
|                              | Coureur                      | Pays                         | Équipe                       | Temps                        |
| ---------------------------- | ---------------------------- | ---------------------------- | ---------------------------- | ---------------------------- |
| 1er                          | Sean De Bie                  | Belgique                     | Lotto-Soudal                 | en 8 h 16 min 55 s           |
| 2e                           | Łukasz Wiśniowski            | Pologne                      | Etixx-Quick Step             | + 7 s                        |
| 3e                           | Nils Politt                  | Allemagne                    | Katusha                      | + 13 s                       |
| modifier                     |                              |                              |                              |                              |

| Classement du meilleur jeune | Classement du meilleur jeune | Classement du meilleur jeune | Classement du meilleur jeune | Classement du meilleur jeune |
|                              | Coureur                      | Pays                         | Équipe                       | Temps                        |
| ---------------------------- | ---------------------------- | ---------------------------- | ---------------------------- | ---------------------------- |
| 1er                          | Xandro Meurisse              | Belgique                     | Crelan-Vastgoedservice       | en 8 h 17 min 30 s           |
| 2e                           | Timothy Dupont               | Belgique                     | Verandas Willems             | + 2 s                        |
| 3e                           | Jelle Wallays                | Belgique                     | Lotto-Soudal                 | + 221 s                      |
| modifier                     |                              |                              |                              |                              |

| \| Classement par équipes[1] \| Classement par équipes[1] \| Classement par équipes[1] \| Classement par équipes[1] \| \| \| Équipe \| Pays \| Temps \| \| ------------------------- \| ------------------------- \| ------------------------- \| ------------------------- \| \| 1re \| Lotto-Soudal \| Belgique \| en 24 h 52 min 32 s \| \| 2e \| Katusha \| Russie \| + 49 s \| \| 3e \| Etixx-Quick Step \| Belgique \| + 50 s \| \| modifier \| \| \| \| |                  |          |                     |
| Classement par équipes |                  |          |                     |
| | Équipe           | Pays     | Temps               |
| 1re | Lotto-Soudal     | Belgique | en 24 h 52 min 32 s |
| 2e | Katusha          | Russie   | + 49 s              |
| 3e | Etixx-Quick Step | Belgique | + 50 s              |
| modifier |                  |          |                     |

### UCI Europe Tour
Ces Trois Jours de Flandre-Occidentale attribuent des points pour l'UCI Europe Tour 2016, y compris aux coureurs faisant partie d'une équipe ayant un label WorldTeam. De plus la course donne le même nombre de points individuellement à tous les coureurs pour le Classement mondial UCI 2016.
| Position           | 1er | 2e | 3e | 4e | 5e | 6e | 7e | 8e | 9e | 10e | 11e | 12e | 13e à 15e | 16e à 25e |
| Classement général | 125 | 85 | 70 | 60 | 50 | 40 | 35 | 30 | 25 | 20  | 15  | 10  | 5         | 3         |
| Par étape          | 14  | 5  | 3  |    |    |    |    |    |    |     |     |     |           |           |
| Leader, par étape  | 3   |    |    |    |    |    |    |    |    |     |     |     |           |           |

| Cycliste                 | Équipe                           | Général | Étape | Leader | Total |
| ------------------------ | -------------------------------- | ------- | ----- | ------ | ----- |
| Sean De Bie              | Lotto-Soudal                     | 125     | 5     | -      | 130   |
| Łukasz Wiśniowski        | Etixx-Quick Step                 | 85      | 3     | -      | 88    |
| Nils Politt              | Katusha                          | 70      | 3     | -      | 73    |
| Olivier Pardini          | Wallonie Bruxelles-Group Protect | 60      | -     | -      | 60    |
| Timothy Dupont           | Verandas Willems                 | 40      | 14    | -      | 54    |
| Tom Bohli                | BMC Racing                       | 30      | 14    | 6      | 50    |
| Xandro Meurisse          | Crelan-Vastgoedservice           | 50      | -     | -      | 50    |
| Tosh Van der Sande       | Lotto-Soudal                     | 35      | 5     | -      | 40    |
| Jelle Wallays            | Lotto-Soudal                     | 25      | -     | -      | 25    |
| Martijn Keizer           | Lotto NL-Jumbo                   | 15      | 5     | -      | 20    |
| Florian Sénéchal         | Cofidis                          | 20      | -     | -      | 20    |
| Dylan Groenewegen        | Lotto NL-Jumbo                   | 3       | 14    | -      | 17    |
| Guillaume Van Keirsbulck | Etixx-Quick Step                 | 10      | -     | -      | 10    |
| Vladimir Isaychev        | Katusha                          | 5       | -     | -      | 5     |
| Julien Morice            | Direct Énergie                   | 5       | -     | -      | 5     |
| Jonas Rickaert           | Topsport Vlaanderen-Baloise      | 5       | -     | -      | 5     |
| David Boucher            | Crelan-Vastgoedservice           | 3       | -     | -      | 3     |
| Loïc Chetout             | Cofidis                          | 3       | -     | -      | 3     |
| Sander Cordeel           | Verandas Willems                 | 3       | -     | -      | 3     |
| Laurens De Plus          | Etixx-Quick Step                 | 3       | -     | -      | 3     |
| Berden de Vries          | Roompot-Oranje Peloton           | 3       | -     | -      | 3     |
| Baptiste Planckaert      | Wallonie Bruxelles-Group Protect | -       | 3     | -      | 3     |
| Dion Smith               | ONE                              | 3       | -     | -      | 3     |
| Gijs Van Hoecke          | Topsport Vlaanderen-Baloise      | 3       | -     | -      | 3     |
| Loïc Vliegen             | BMC Racing                       | 3       | -     | -      | 3     |
| Rick Zabel               | BMC Racing                       | 3       | -     | -      | 3     |

## Évolution des classements
| Étape              | Vainqueur          | Classement général | Classement par points | Classement des sprints | Classement du meilleur jeune | Classement du meilleur Ouest-Flamand | Classement par équipes |
| ------------------ | ------------------ | ------------------ | --------------------- | ---------------------- | ---------------------------- | ------------------------------------ | ---------------------- |
| P                  | Tom Bohli          | Tom Bohli          | Tom Bohli             | Tom Bohli              | Tom Bohli                    | Guillaume Van Keirsbulck             | Lotto NL-Jumbo         |
| 1                  | Dylan Groenewegen  | Tom Bohli          | Tom Bohli             | Tom Bohli              | Tom Bohli                    | Guillaume Van Keirsbulck             | Lotto NL-Jumbo         |
| 2                  | Timothy Dupont     | Sean De Bie        | Timothy Dupont        | Sean De Bie            | Sean De Bie                  | Xandro Meurisse                      | Lotto-Soudal           |
| Classements finals | Classements finals | Sean De Bie        | Timothy Dupont        | Sean De Bie            | Sean De Bie                  | Xandro Meurisse                      | Lotto-Soudal           |

## Liste des participants
- Liste de départ complète

| Etixx-Quick Step EQS               | Etixx-Quick Step EQS            | Etixx-Quick Step EQS |
| ---------------------------------- | ------------------------------- | -------------------- |
| Num                                | Coureur                         | Pos                  |
| 1                                  | Guillaume Van Keirsbulck (BEL)* | 12e                  |
| 2                                  | Maximiliano Richeze (ARG)       | AB-2                 |
| 3                                  | Maxime Bouet (FRA)              | AB-2                 |
| 4                                  | Davide Martinelli (ITA)*        | AB-2                 |
| 5                                  | Rodrigo Contreras (COL)*        | AB-2                 |
| 6                                  | Julian Alaphilippe (FRA)*       | AB-2                 |
| 7                                  | Laurens De Plus (BEL)*          | 21e                  |
| 8                                  | Łukasz Wiśniowski (POL)*        | 2e                   |
| Directeur sportif : Rik Van Slycke |                                 |                      |

| Lotto-Soudal # LTS                     | Lotto-Soudal # LTS       | Lotto-Soudal # LTS |
| -------------------------------------- | ------------------------ | ------------------ |
| Num                                    | Coureur                  | Pos                |
| 11                                     | Jelle Wallays (BEL)      | 9e                 |
| 12                                     | Sean De Bie (BEL)*       | 1er                |
| 13                                     | Gert Dockx (BEL)         | 63e                |
| 14                                     | Tosh Van der Sande (BEL) | 7e                 |
| 15                                     |                          |                    |
| 16                                     | Louis Vervaeke (BEL)*    | AB-2               |
| 17                                     | Sander Armée (BEL)       | 54e                |
| 18                                     | Frederik Frison (BEL)*   | 26e                |
| Directeur sportif : Kurt Van de Wouwer |                          |                    |

| FDJ                                  | FDJ                             | FDJ  |
| ------------------------------------ | ------------------------------- | ---- |
| Num                                  | Coureur                         | Pos  |
| 21                                   | Yoann Offredo (FRA)             | 32e  |
| 22                                   |                                 |      |
| 23                                   | Olivier Le Gac (FRA)*           | AB-2 |
| 24                                   | Pierre-Henri Lecuisinier (FRA)* | 60e  |
| 25                                   | Lorrenzo Manzin (FRA)*          | AB-2 |
| 26                                   | Benoît Vaugrenard (FRA)         | AB-P |
| 27                                   | Cédric Pineau (FRA)             | AB-2 |
| 28                                   | Marc Sarreau (FRA)*             | AB-2 |
| Directeur sportif : Frédéric Guesdon |                                 |      |

| BMC Racing BMC                      | BMC Racing BMC      | BMC Racing BMC |
| ----------------------------------- | ------------------- | -------------- |
| Num                                 | Coureur             | Pos            |
| 31                                  | Peter Velits (SVK)  | NP-P           |
| 32                                  | Tom Bohli (SUI)*    | 8e             |
| 33                                  |                     |                |
| 34                                  | Joey Rosskopf (USA) | 66e            |
| 35                                  | Manuel Senni (ITA)* | AB-2           |
| 36                                  | Dylan Teuns (BEL)*  | AB-2           |
| 37                                  | Loïc Vliegen (BEL)* | 23e            |
| 38                                  | Rick Zabel (GER)*   | 19e            |
| Directeur sportif : Jackson Stewart |                     |                |

| Cannondale CPT                       | Cannondale CPT              | Cannondale CPT |
| ------------------------------------ | --------------------------- | -------------- |
| Num                                  | Coureur                     | Pos            |
| 41                                   | Alan Marangoni (ITA)        | 34e            |
| 42                                   | Alberto Bettiol (ITA)*      | 73e            |
| 43                                   | Phillip Gaimon (USA)        | AB-2           |
| 44                                   | Ryan Mullen (IRL)* (Clm)    | AB-2           |
| 45                                   | Kristoffer Skjerping (NOR)* | 50e            |
| 46                                   | Toms Skujiņš (LAT)*         | 52e            |
| 47                                   |                             |                |
| 48                                   |                             |                |
| Directeur sportif : Eric Van Lancker |                             |                |

| Lotto NL-Jumbo TLJ                | Lotto NL-Jumbo TLJ       | Lotto NL-Jumbo TLJ |
| --------------------------------- | ------------------------ | ------------------ |
| Num                               | Coureur                  | Pos                |
| 51                                | Dylan Groenewegen (NED)* | 16e                |
| 52                                | Twan Castelijns (NED)    | 53e                |
| 53                                | Alexey Vermeulen (USA)*  | 77e                |
| 54                                | Koen Bouwman (NED)*      | 49e                |
| 55                                | Martijn Keizer (NED)     | 11e                |
| 56                                | Steven Lammertink (NED)* | AB-2               |
| 57                                | Robert Wagner (GER)      | 83e                |
| 58                                | Maarten Wynants (BEL)    | AB-2               |
| Directeur sportif : Frans Maassen |                          |                    |

| Katusha KAT                            | Katusha KAT                  | Katusha KAT |
| -------------------------------------- | ---------------------------- | ----------- |
| Num                                    | Coureur                      | Pos         |
| 61                                     | Anton Vorobyev (RUS)         | 47e         |
| 62                                     | Dmitry Kozontchuk (RUS)      | 59e         |
| 63                                     | Vladimir Isaychev (RUS)      | 13e         |
| 64                                     | Nils Politt (GER)*           | 3e          |
| 65                                     | Alexander Porsev (RUS)       | 39e         |
| 66                                     | Jhonatan Restrepo (COL)*     | AB-2        |
| 67                                     | Alexey Tsatevitch (RUS)      | 51e         |
| 68                                     | Viatcheslav Kouznetsov (RUS) | AB-2        |
| Directeur sportif : Guennadi Mikhailov |                              |             |

| AG2R La Mondiale ALM           | AG2R La Mondiale ALM     | AG2R La Mondiale ALM |
| ------------------------------ | ------------------------ | -------------------- |
| Num                            | Coureur                  | Pos                  |
| 71                             | Damien Gaudin (FRA)      | AB-2                 |
| 72                             | Julien Bérard (FRA)      | AB-2                 |
| 73                             | François Bidard (FRA)*   | AB-2                 |
| 74                             | Maxime Daniel (FRA)*     | AB-P                 |
| 75                             | Nico Denz (GER)*         | AB-2                 |
| 76                             | Patrick Gretsch (GER)    | AB-2                 |
| 77                             |                          |                      |
| 78                             | Gediminas Bagdonas (LTU) | 27e                  |
| Directeur sportif : Gilles Mas |                          |                      |

| Roth ROT                        | Roth ROT                 | Roth ROT |
| ------------------------------- | ------------------------ | -------- |
| Num                             | Coureur                  | Pos      |
| 81                              | Nicolas Baldo (FRA)      | AB-2     |
| 82                              | Alberto Cecchin (ITA)    | AB-2     |
| 83                              | Andrea Pasqualon (ITA)   | NP-2     |
| 84                              | Lucas Gaday (ARG)*       | AB-2     |
| 85                              | Grischa Janorschke (GER) | 69e      |
| 86                              | Martin Kohler (SUI)      | NP-2     |
| 87                              | Matthias Krizek (AUT)    | 76e      |
| 88                              | Giacomo Tomio (ITA)*     | AB-2     |
| Directeur sportif : Uwe Peschel |                          |          |

| Topsport Vlaanderen-Baloise TSV    | Topsport Vlaanderen-Baloise TSV | Topsport Vlaanderen-Baloise TSV |
| ---------------------------------- | ------------------------------- | ------------------------------- |
| Num                                | Coureur                         | Pos                             |
| 91                                 | Preben Van Hecke (BEL) (Route)  | 33e                             |
| 92                                 | Maxime Farazijn (BEL)*          | 40e                             |
| 93                                 | Pieter Vanspeybrouck (BEL)      | 45e                             |
| 94                                 | Bert Van Lerberghe (BEL)*       | AB-2                            |
| 95                                 | Amaury Capiot (BEL)*            | 42e                             |
| 96                                 | Gijs Van Hoecke (BEL)*          | 20e                             |
| 97                                 | Jonas Rickaert (BEL)*           | 14e                             |
| 98                                 | Ruben Pols (BEL)*               | AB-2                            |
| Directeur sportif : Andy Missotten |                                 |                                 |

| Wanty-Groupe Gobert WGG                      | Wanty-Groupe Gobert WGG | Wanty-Groupe Gobert WGG |
| -------------------------------------------- | ----------------------- | ----------------------- |
| Num                                          | Coureur                 | Pos                     |
| 101                                          | Danilo Napolitano (ITA) | AB-2                    |
| 102                                          | Kenny Dehaes (BEL)      | AB-2                    |
| 103                                          | Björn Thurau (GER)      | AB-2                    |
| 104                                          | Frederik Backaert (BEL) | AB-2                    |
| 105                                          | Antoine Demoitié (BEL)  | 35e                     |
| 106                                          | Tom Devriendt (BEL)*    | AB-2                    |
| 107                                          | Boris Dron (BEL)        | AB-2                    |
| 108                                          | Mark McNally (GBR)      | 57e                     |
| Directeur sportif : Hilaire Van der Schueren |                         |                         |

| Cofidis COF                              | Cofidis COF               | Cofidis COF |
| ---------------------------------------- | ------------------------- | ----------- |
| Num                                      | Coureur                   | Pos         |
| 111                                      | Borut Božič (SLO)         | 36e         |
| 112                                      | Loïc Chetout (FRA)*       | 24e         |
| 113                                      | Hugo Hofstetter (FRA)*    | 43e         |
| 114                                      | Jonas Ahlstrand (SWE)     | AB-2        |
| 115                                      | Anthony Perez (FRA)*      | AB-2        |
| 116                                      | Florian Sénéchal (FRA)*   | 10e         |
| 117                                      | Michael Van Staeyen (BEL) | 65e         |
| 118                                      | Kenneth Vanbilsen (BEL)   | AB-2        |
| Directeur sportif : Christian Guiberteau |                           |             |

| Direct Énergie DEN                    | Direct Énergie DEN        | Direct Énergie DEN |
| ------------------------------------- | ------------------------- | ------------------ |
| Num                                   | Coureur                   | Pos                |
| 121                                   | Ryan Anderson (CAN)       | 56e                |
| 122                                   | Guillaume Thévenot (FRA)* | AB-2               |
| 123                                   | Romain Cardis (FRA)*      | 31e                |
| 124                                   | Jérémy Cornu (FRA)*       | AB-2               |
| 125                                   | Yohann Gène (FRA)         | AB-2               |
| 126                                   | Fabien Grellier (FRA)*    | AB-2               |
| 127                                   | Tony Hurel (FRA)          | AB-2               |
| 128                                   | Julien Morice (FRA)*      | 15e                |
| Directeur sportif : Dominique Arnould |                           |                    |

| Fortuneo-Vital Concept FVC       | Fortuneo-Vital Concept FVC | Fortuneo-Vital Concept FVC |
| -------------------------------- | -------------------------- | -------------------------- |
| Num                              | Coureur                    | Pos                        |
| 131                              | Yauheni Hutarovich (BLR)   | 38e                        |
| 132                              | Brice Feillu (FRA)         | AB-P                       |
| 133                              | Francis Mourey (FRA)       | AB-2                       |
| 134                              | Arnaud Gérard (FRA)        | AB-2                       |
| 135                              | Vegard Breen (NOR)         | AB-2                       |
| 136                              | Benoît Jarrier (FRA)       | AB-2                       |
| 137                              | Frédéric Brun (FRA)        | AB-2                       |
| 138                              | Boris Vallée (BEL)*        | AB-2                       |
| Directeur sportif : Roger Tréhin |                            |                            |

| Roompot-Oranje Peloton ROP            | Roompot-Oranje Peloton ROP | Roompot-Oranje Peloton ROP |
| ------------------------------------- | -------------------------- | -------------------------- |
| Num                                   | Coureur                    | Pos                        |
| 141                                   | Ivar Slik (NED)*           | AB-2                       |
| 142                                   | Berden de Vries (NED)      | 22e                        |
| 143                                   | Michel Kreder (NED)        | 62e                        |
| 144                                   | Tim Kerkhof (NED)*         | AB-2                       |
| 145                                   | Wesley Kreder (NED)        | 44e                        |
| 146                                   | André Looij (NED)*         | 71e                        |
| 147                                   | Sjoerd van Ginneken (NED)* | AB-2                       |
| 148                                   | Jesper Asselman (NED)      | AB-2                       |
| Directeur sportif : Michel Cornelisse |                            |                            |

| ONE                                 | ONE                            | ONE  |
| ----------------------------------- | ------------------------------ | ---- |
| Num                                 | Coureur                        | Pos  |
| 151                                 | Yanto Barker (GBR)             | 46e  |
| 152                                 | Marcin Białobłocki (POL) (Clm) | 48e  |
| 153                                 | Sebastian Lander (DEN)*        | 72e  |
| 154                                 | Hayden McCormick (NZL)*        | AB-2 |
| 155                                 | Martin Mortensen (DEN)         | AB-2 |
| 156                                 | Chris Opie (GBR)               | AB-2 |
| 157                                 | Dion Smith (NZL)*              | 18e  |
| 158                                 | Steele Von Hoff (AUS)          | 70e  |
| Directeur sportif : Matthew Winston |                                |      |

| An Post-ChainReaction SKT         | An Post-ChainReaction SKT | An Post-ChainReaction SKT |
| --------------------------------- | ------------------------- | ------------------------- |
| Num                               | Coureur                   | Pos                       |
| 161                               | Emiel Wastyn (BEL)*       | 81e                       |
| 162                               | Jack Wilson (IRL)*        | AB-2                      |
| 163                               | Connor McConvey (IRL)     | AB-2                      |
| 164                               | Jacob Scott (GBR)*        | 68e                       |
| 165                               | Damien Shaw (IRL) (Route) | AB-2                      |
| 166                               | Nicolas Vereecken (BEL)   | 37e                       |
| 167                               | Jasper Bovenhuis (NED)*   | 29e                       |
| 168                               | Calvin Watson (AUS)*      | AB-2                      |
| Directeur sportif : Kurt Bogaerts |                           |                           |

| Verandas Willems VWT                  | Verandas Willems VWT        | Verandas Willems VWT |
| ------------------------------------- | --------------------------- | -------------------- |
| Num                                   | Coureur                     | Pos                  |
| 171                                   | Timothy Dupont (BEL)        | 6e                   |
| 172                                   | Stef Van Zummeren (BEL)*    | AB-2                 |
| 173                                   | Jan Ghyselinck (BEL)        | AB-2                 |
| 174                                   | Tim De Troyer (BEL)         | AB-2                 |
| 175                                   | Elias Van Breussegem (BEL)* | AB-2                 |
| 176                                   | Sander Cordeel (BEL)        | 25e                  |
| 177                                   | Dries De Bondt (BEL)*       | AB-2                 |
| 178                                   | Aidis Kruopis (LTU) (Route) | AB-2                 |
| Directeur sportif : Gautier De Winter |                             |                      |

| Wallonie Bruxelles-Group Protect WBC | Wallonie Bruxelles-Group Protect WBC | Wallonie Bruxelles-Group Protect WBC |
| ------------------------------------ | ------------------------------------ | ------------------------------------ |
| Num                                  | Coureur                              | Pos                                  |
| 181                                  | Baptiste Planckaert (BEL)            | 28e                                  |
| 182                                  | Ludwig De Winter (BEL)*              | AB-2                                 |
| 183                                  |                                      |                                      |
| 184                                  | Kevyn Ista (BEL)                     | AB-2                                 |
| 185                                  | Olivier Pardini (BEL)                | 4e                                   |
| 186                                  | Olivier Chevalier (BEL)              | 55e                                  |
| 187                                  | Gaëtan Pons (BEL)*                   | 74e                                  |
| 188                                  | Julien Stassen (BEL)                 | AB-2                                 |
| Directeur sportif : Olivier Kaisen   |                                      |                                      |

| Cibel-Cebon CIB                       | Cibel-Cebon CIB          | Cibel-Cebon CIB |
| ------------------------------------- | ------------------------ | --------------- |
| Num                                   | Coureur                  | Pos             |
| 191                                   | Gianni Marchand (BEL)    | AB-2            |
| 192                                   | Johannes De Paepe (BEL)* | AB-2            |
| 193                                   | Jens Geerinck (BEL)*     | AB-2            |
| 194                                   | Bjorn De Decker (BEL)    | AB-2            |
| 195                                   |                          |                 |
| 196                                   | Glenn Rotty (BEL)*       | 82e             |
| 197                                   | Joeri Stallaert (BEL)*   | 61e             |
| 198                                   | Kenny Goossens (BEL)*    | AB-2            |
| Directeur sportif : Edwin Van Petegem |                          |                 |

| Crelan-Vastgoedservice CRV         | Crelan-Vastgoedservice CRV | Crelan-Vastgoedservice CRV |
| ---------------------------------- | -------------------------- | -------------------------- |
| Num                                | Coureur                    | Pos                        |
| 201                                | Xandro Meurisse (BEL)*     | 5e                         |
| 202                                | Gerry Druyts (BEL)*        | 64e                        |
| 203                                | Pieter Jacobs (BEL)        | 30e                        |
| 204                                | David Boucher (FRA)        | 17e                        |
| 205                                | Fréderique Robert (BEL)    | 78e                        |
| 206                                | Rob Ruijgh (NED)           | AB-2                       |
| 207                                | Timothy Stevens (BEL)      | 80e                        |
| 208                                | Alexander Geuens (BEL)*    | 41e                        |
| Directeur sportif : Kevin Hulsmans |                            |                            |

| 3M MMM                           | 3M MMM                  | 3M MMM |
| -------------------------------- | ----------------------- | ------ |
| Num                              | Coureur                 | Pos    |
| 211                              | Martijn Degreve (BEL)*  | AB-2   |
| 212                              | Jelle Goderis (BEL)*    | AB-2   |
| 213                              | Emiel Vermeulen (BEL)*  | 79e    |
| 214                              | Jimmy Janssens (BEL)    | AB-2   |
| 215                              | Laurent Évrard (BEL)    | 58e    |
| 216                              | Bob Schoonbroodt (NED)* | 67e    |
| 217                              | Yoeri Havik (NED)*      | 75e    |
| 218                              | Jérôme Kerf (BEL)*      | AB-2   |
| Directeur sportif : Frank Boeckx |                         |        |